# VR Sports: PowerBoat Racing
VR Sports: PowerBoat Racing est un jeu vidéo de course nautique sorti en 1998 sur PlayStation et PC. Il a été développé par Promethean Design et édité par Interplay. Des versions Game Boy Color et Nintendo 64 étaient prévues mais ont été annulées,,.